# Рональд Джон Гаран-молодший
Рональд Джон Ґаран-молодший (англ. Ronald John Garan, Jr.; 30 жовтня 1961, Йонкерс, штат Нью-Йорк) —  американський астронавт, полковник ВПС США.

## Освіта та наукова кар'єра
Рональд Ґаран закінчив вищу школу імені Рузвельта в Йонкерсі (англ. Roosevelt High School) 1979 року. Потім Ґаран закінчив приватний Ембрі-Рідл університет аеронавтики (англ. Embry-Riddle Aeronautical University). Ступінь бакалавра в  економіці (1982 рік) Ґаран здобув у Державному університеті Нью-Йорка. У 1994 році Ґаран здобув ступінь магістра в галузі авіаційної техніки у Ембрі-Рідл університеті, а 1996 року — ступінь магістра в галузі космонавтики в  університеті штату Флорида.

## Кар'єра льотчика
Маючи ступінь бакалавра, Ґаран вступив на службу у ВПС США. У 1984 році йому надано звання  другого лейтенанта в школі льотчиків на військово-повітряній базі Лекленд (англ. Lackland Air Force Base), штат Техас. У 1985 році він продовжив навчання на військово-повітряній базі Венс (англ. Vance Air Force Base) у штаті Оклахома. Відтак навчався літати на винищувачі F-16 — на військово-повітряній базі (англ. Luke Air Force Base) в штаті Аризона. В 1986—1988 роках Ґаран служив на військово-повітряній базі Хан, ФРН. У 1988 році він переведений на військово-повітряну базу (англ. Shaw Air Force Base) в Південній Кароліні. У 1989 році Ґаран закінчив льотну школу USAF Weapons School.
З серпня 1990 року по березень 1991 Ґаран брав участь у війні в Перській затоці. З 1991 по 1994 роки Ґаран служив інструктором в (англ. USAF Weapons School). У 1994 році він служив льотчиком-випробувачем і шеф-пілотом F-16 на військово-повітряній базі Іглін (англ. Eglin Air Force Base) в штаті Флорида. З січня до грудня 1997 роки навчався в школі льотчиків-випробувачів морської авіації (англ. United States Naval Test Pilot School) в штаті Мериленд. Потім він продовжив службу на військово-повітряній базі Іглін (англ. Eglin Air Force Base) в штаті Флорида.
За роки служби у ВПС Рональд Ґаран налітав понад 5000 годин на понад тридцяти типах літаків.

## Кар'єра астронавта

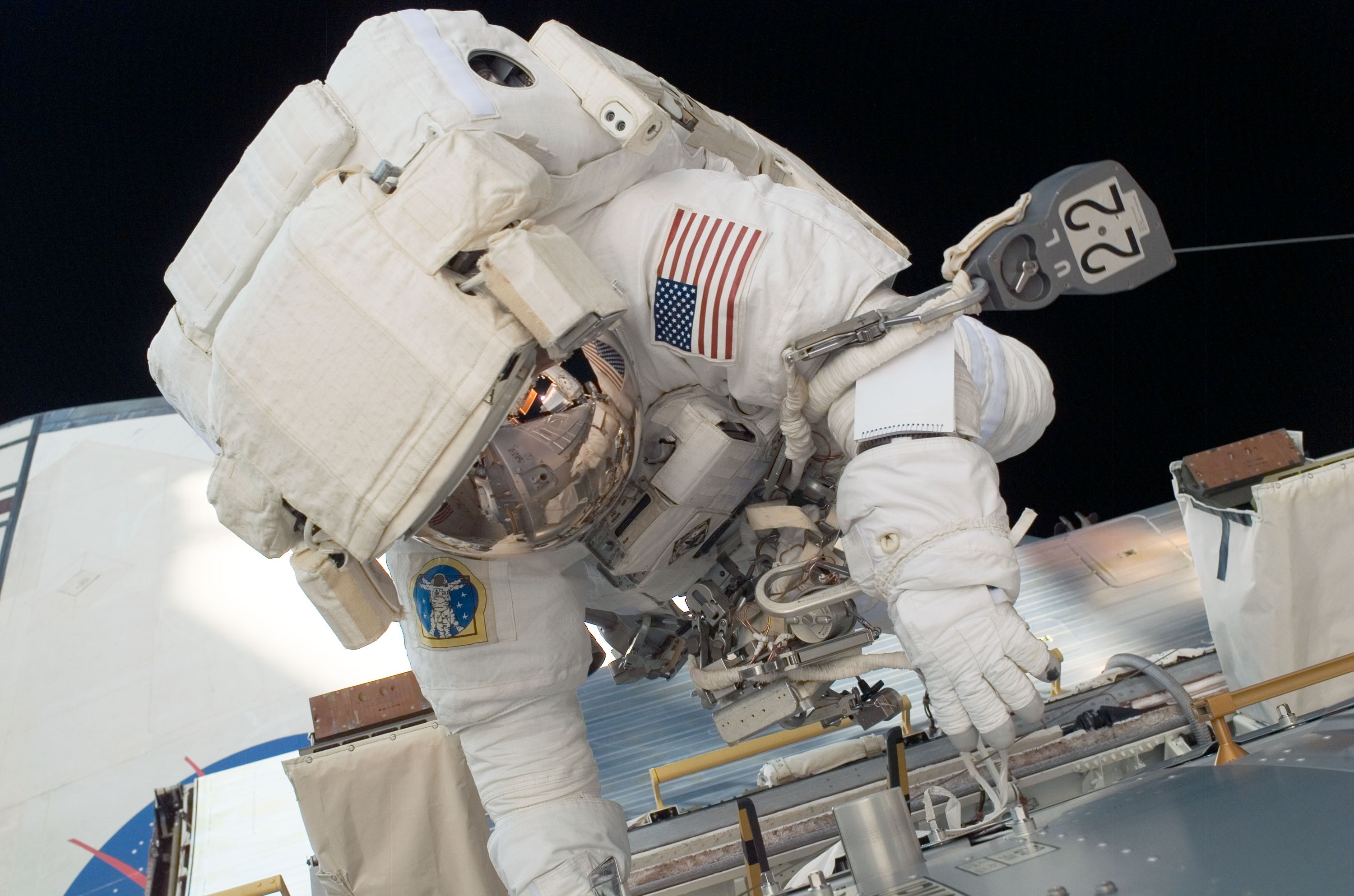
Ґаран бере участь у першому виході у відкритий космос місії STS-124.

У липні 2000 року Рональд Ґаран був відібраний в групу підготовки астронавтів. З серпня 2000 року Боуен проходив дворічну космічну підготовку як фахівець польоту. Потім він почав роботу в групі технічної підтримки  Міжнародної космічної станції і Спейс шаттл. У квітні 2006 року Ґаран провів вісімнадцять діб у підводній лабораторії «Акваріус».
Перший космічний політ Ґаран здійснив у червні 2008 року в екіпажі шаттла «Діскавері» STS-124. В ході цього польоту Ґаран тричі виходив у відкритий космос. Тривалість польоту — 13 діб 18 годин 13 хвилин. Тривалість трьох виходів у відкритий Космос 20 годин 32 хвилини.
4 квітня 2011 Рональд Ґаран вирушив вдруге в космос. Цього разу на російському кораблі «Союз ТМА-21». У складі довготривалих експедицій 27 і 28 Ґаран пробув на  Міжнародної космічної станції до вересня.